# Springfrosch
Der Springfrosch (Rana dalmatina) gehört innerhalb der Ordnung der Froschlurche zur Familie der Echten Frösche und ebenso zur Gattung der Echten Frösche.

## Merkmale

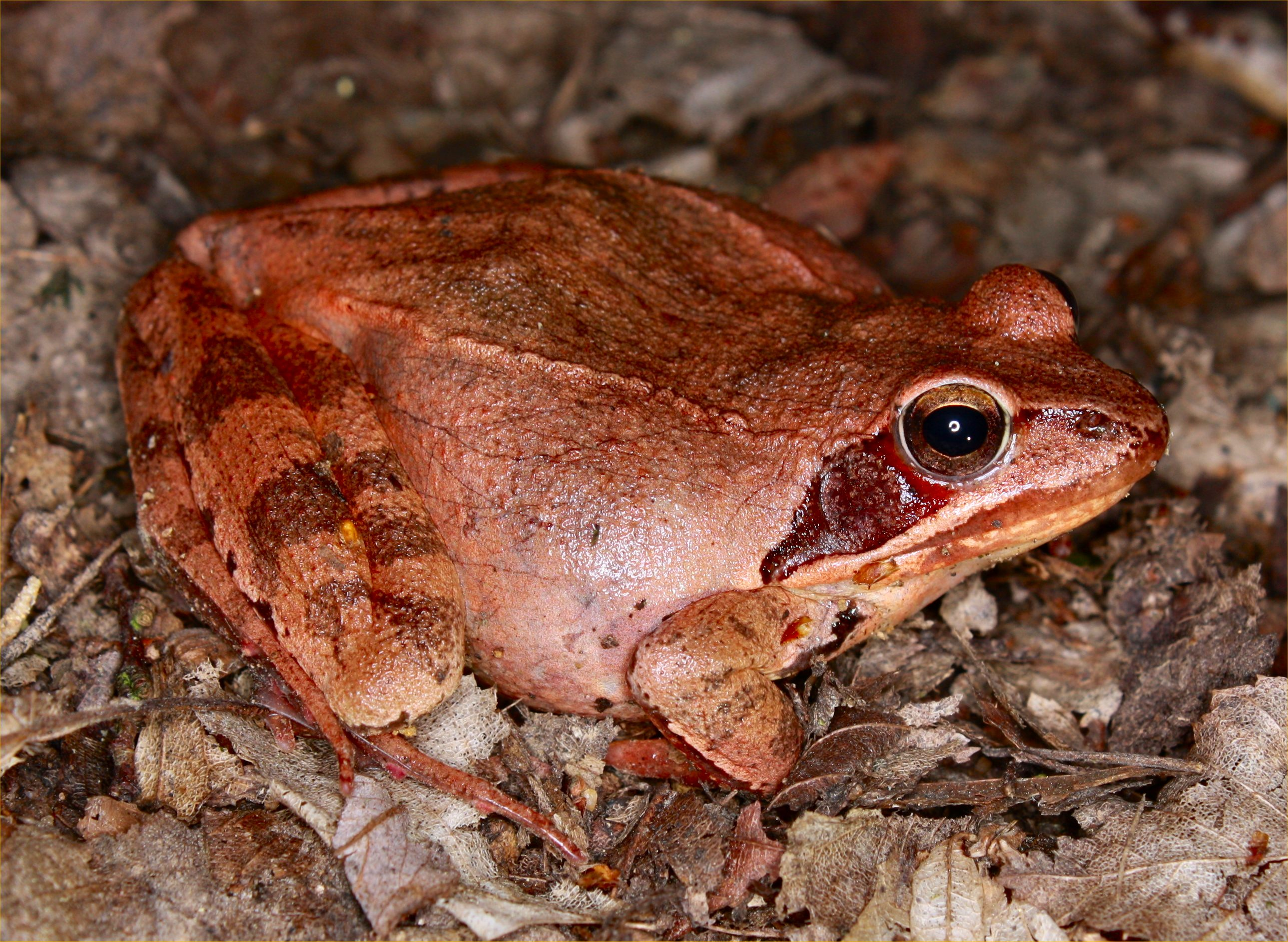
Springfrosch (Rana dalmatina), gravides Weibchen, Kottenforst bei Bonn

Springfrösche sind schlanke, langgliedrige Froschlurche mit einer spitzen Schnauze. Die Kopf-Rumpf-Länge der Männchen reicht selten über 6,5 Zentimeter, die der Weibchen bis 9 Zentimeter. Die Oberseite ist hellbraun, rotbraun oder auch hell graubraun („falllaubfarben“) und vergleichsweise zeichnungs- und kontrastarm. Die für Braunfrösche typischen dreieckigen Schläfenflecken mit dem Trommelfell sind dunkelbraun. Die Unterseite ist weißlich und meist ganz ungefleckt. Während der Paarungszeit sind die im Wasser befindlichen Männchen oft dunkelbraun gefärbt. Auf Ober- und Unterschenkeln zeigen sich dunkle Querbänder, die aber kein alleiniges arttypisches Merkmal sind. Die Hinterbeine sind auffallend lang, weshalb die Tiere sehr sprunggewandt sind: sie können ein bis zwei Meter weite Sätze machen. Die Pupillen sind waagerecht; die Iris ist im oberen Drittel (oberhalb der Pupille) heller goldfarben als seitlich und unterhalb der Pupille. Das Trommelfell erreicht etwa die Größe des Augendurchmessers und befindet sich jeweils sehr dicht hinter dem Auge. Die Drüsenleisten auf dem Rücken sind nicht sehr stark ausgeprägt und stellenweise unterbrochen.

## Fortpflanzung
Die Männchen wandern bereits im Herbst in das Laichgewässer ein, um dort zu überwintern. Die Weibchen überwintern in Gewässernähe an Land. Die Paarungsrufe der Männchen bestehen aus recht leisen Tonreihen, die wie „wog … wog … wog“ klingen und bis zu 12 Sekunden andauern. Oft wird sogar unter Wasser gerufen, sodass die Lautäußerungen für den Beobachter nur aus der Nähe wahrzunehmen sind. Auf dem nur wenige Tage dauernden Höhepunkt der Laichphase bilden die Tiere aber auch Balzchöre an der Wasseroberfläche. In Mitteleuropa liegt die Laichzeit häufig etwa in der ersten und zweiten Märzdekade – kann sich witterungsbedingt aber auch verzögern. Der Springfrosch ist damit als erste Froschlurchart im Frühjahr laichaktiv. Dies wird als „Konkurrenzvermeidung“ gegenüber anderen früh laichenden Amphibien interpretiert.

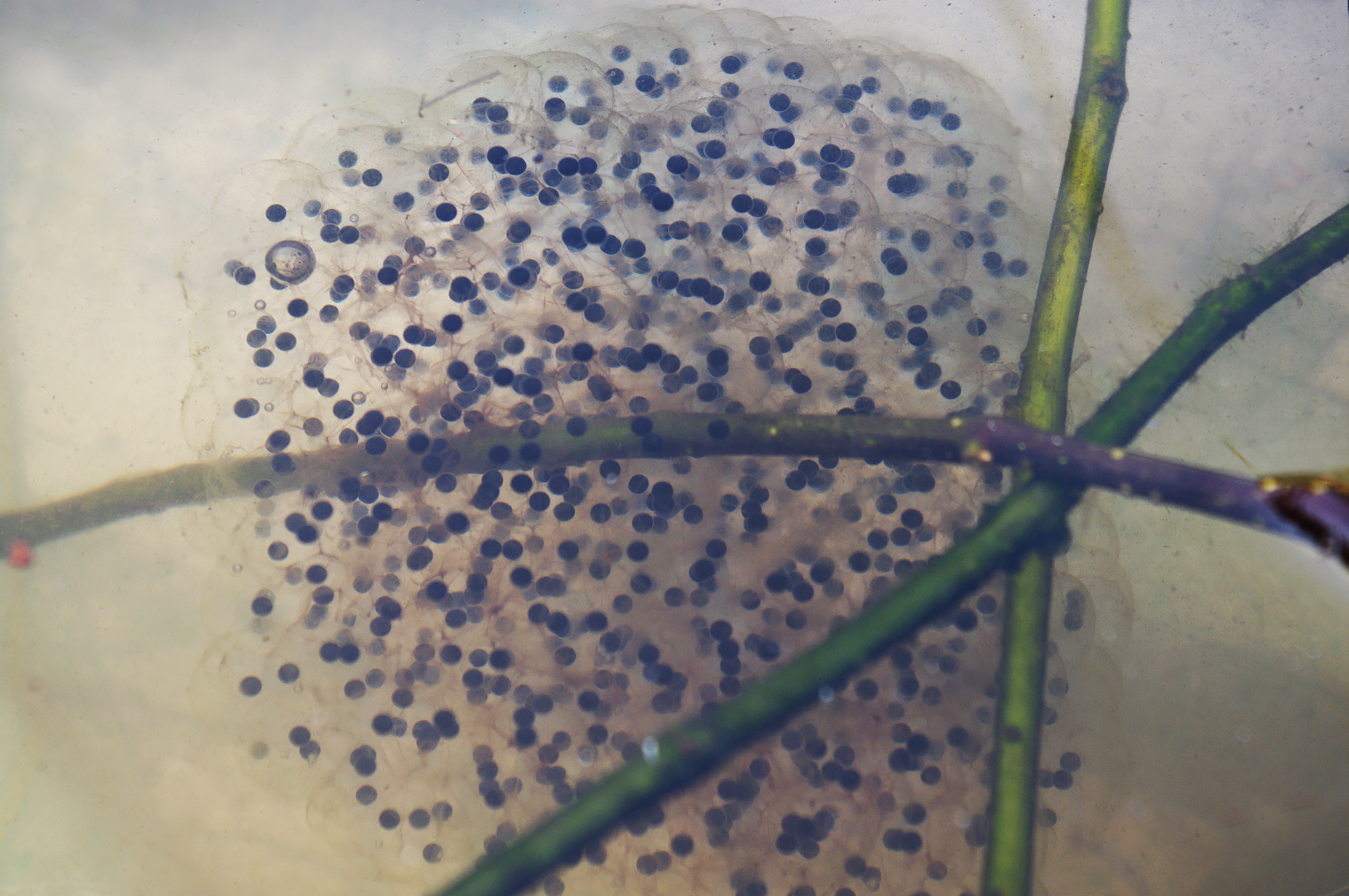
Laichballen des Springfrosches, befestigt an einem untergetauchten Zweig

Die Laichballen mit 450 bis 1800 Eiern werden in Wassertiefen zwischen fünf und 40 Zentimetern bevorzugt an Äste, Wurzeln oder Pflanzenstängel angeheftet. So sinken sie selten zum Gewässerboden. Die Laichklumpen konzentrieren sich nicht, wie häufig bei Moor- und besonders bei Grasfröschen, an einer bestimmten Stelle im Gewässer, sondern werden weiträumiger verteilt. Der obere Eipol im Laich ist dunkelbraun bis schwarz gefärbt, unterseits gibt es einen kleinen, hellen, scharf begrenzten Fleck. Der Durchmesser des einzelnen Eis ohne die Gallerthülle beträgt 1,5 bis 2,1 Millimeter.
Bei den Kaulquappen ist der Flossensaum relativ hoch, vor allem im ersten Schwanzdrittel. Der Schwanz ist zwei- bis 2,5-mal so lang wie der Rumpf und endet spitz. Die Bauchregion ist „grobkörnig“ und intensiv pigmentiert. Die Gesamtlänge reicht bis 60 Millimeter, was die Larven des Grasfrosches etwas übertrifft.

## Lebensraum und Verbreitung

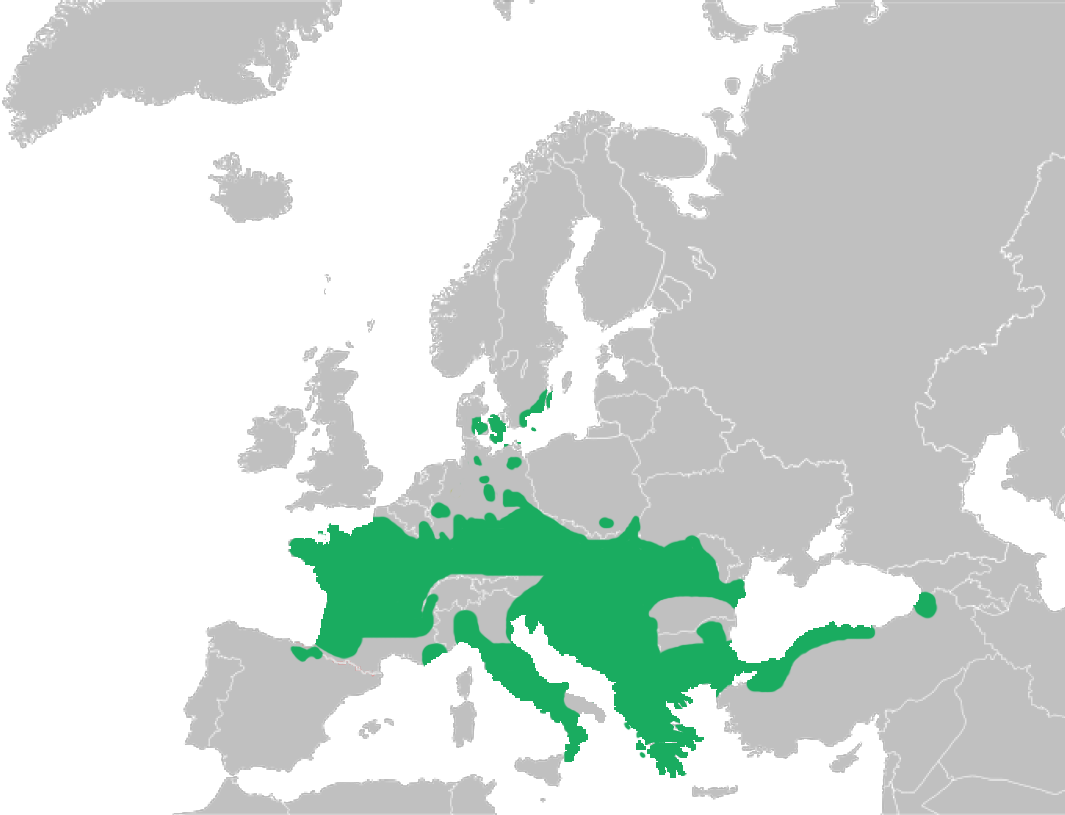
Verbreitungsgebiet gemäß [ IUCN-Daten

Der Springfrosch bevorzugt lichte und gewässerreiche Laubmischwälder. Das offene Land der Umgebung wird auch besiedelt, solange dieses über Gebüschreihen mit dem Wald vernetzt ist. Als Laichgewässer dienen Waldtümpel, Weiher, kleine Teiche und Wassergräben. Fischfreie Gewässer mit besonnten Flachuferzonen sind ideal. Die Art lebt oft weit weg vom Wasser in eher trockenwarmen Wäldern (Nieder- und Mittelwälder). Von den drei mitteleuropäischen Braunfroscharten ist es die am meisten wärmeliebende und die trockenheitstoleranteste.
Das Verbreitungsgebiet reicht von Frankreich über Süddeutschland, Tschechien, Österreich, Ungarn, Italien, über den Balkan bis nach Griechenland und ans Schwarze Meer. In Deutschland ist das Verbreitungsbild ein disjunkter Flickenteppich mit Schwerpunkten in Mittel- und Süddeutschland, beispielsweise in der Kölner Bucht, im Saarland, im nordwestlichen Baden-Württemberg und am Oberrhein, in Oberschwaben, in weiten Teilen Bayerns und in Mittelsachsen. Nach Norden lösen sich die Vorkommen immer mehr zu kleinen, isolierten Inseln auf; solche befinden sich im nördlichen Harzvorland, in der Lüneburger Heide, auf Rügen und am Darß.

## Gefährdung und Schutz
Die stark verinselte Verbreitung im nördlichen Mitteleuropa bedingt eine räumliche und genetische Isolation einzelner Populationen. Eine wichtige Gefährdungsursache ist neben der direkten Lebensraumvernichtung der Kraftfahrzeugverkehr auf dem dichten Straßennetz: Bei den Wanderungen zwischen den Teillebensräumen, unter anderem vom Winterquartier zum Laichgewässer, werden neben anderen Amphibien (vergleiche beispielsweise: Erdkröte, Grasfrosch) auch Springfrösche überfahren. Zudem kann künstlicher Fischbesatz in Kleingewässern zum Aussterben der Froschbestände führen.
Gesetzlicher Schutzstatus (Auswahl)
- Fauna-Flora-Habitat-Richtlinie (FFH-RL): Anhang IV (streng zu schützende Art)
- Bundesnaturschutzgesetz (BNatSchG): streng geschützt

Nationale Rote Liste-Einstufungen (Auswahl)
- Rote Liste Bundesrepublik Deutschland: nicht gefährdet
- Rote Liste Österreichs: NT (Gefährdung droht)
- Rote Liste der Schweiz: EN (entspricht: stark gefährdet)